# Sadat Ouro-Akoriko
Sadat Ouro-Akoriko (ur. 1 lutego 1988 w Sokodé) – togijski piłkarz grający na pozycji obrońcy.

## Kariera klubowa
Pierwszym klubem Ouro Akoriko był w 2009 togijski Étoile Filante. Po roku grania w tym klubie południowoafrykański klub Free State Stars go kupił. W latach 2014-2015 występował w AmaZulu FC. W 2016 roku grał w saudyjskim Al-Faisaly FC. Następnie był piłkarzem takich klubów jak: Al-Khaleej (2016-2017), AmaZulu FC (2017-2019), Kazma SC (2019-2020) i ASKO Kara (2021).

## Kariera reprezentacyjna
Ouro-Akoriko w reprezentacji Togo zadebiutował 6 listopada 2009 w przegranym 1:5 towarzyskim meczu z Bahrajnem, rozegranym w Manamie. W 2013 roku był powołany do kadry na Puchar Narodów Afryki 2013. Od 2009 do 2018 wystąpił w kadrze narodowej 38 razy i strzelił 1 gola.